# Астрономическая геофизическая Люблянская обсерватория
Астрономическая геофизическая Люблянская обсерватория (словен. Astronomsko-geofizikalni observatorij Golovec) — астрономическая обсерватория, основанная в 1960 году в городе Любляна, Словения. Обсерватория принадлежит физическому факультету Люблянского университета.

## Руководители обсерватории
- Franu Dominku — основатель обсерватории
- Andrej ČADEŽ (Андрей Чадеж) — руководитель обсерватории

## История обсерватории
Обсерватория сотрудничает с обсерваторией Чёрный Верх.

## Инструменты обсерватории
- Телескоп VEGA — Ричи-Критьен (D = 0.7 м, F = 5.831 м)
- Шмидт-Кассегрен (36-cm, f/11)
- 25-см автоматический Шмидт-Кассегрен (F=2682mm)
- Рефлектор D = 25-см, f/4.9
- Шмидт-Кассегрен Celestron CPC-1100 (D = 279 мм, F = 2800 мм)

## Направления исследований
- Фотометрия Новых и сверхновых звезд
- Кометы
- Оптические послесвечения гамма-всплесков
- Спектральные наблюдения
- Пульсары и черные дыры
- Образовательная деятельность для студентов физического факультета Люблянского университета

## Адрес обсерватории
- 25 Pot Na Golovec, Ljubljana 1000, Словения